# Écalles-Alix
Écalles-Alix ist eine französische Gemeinde mit 547 Einwohnern (Stand: 1. Januar 2022) im Département Seine-Maritime in der Region Normandie. Die Gemeinde gehört zum Arrondissement Rouen und zum Kanton Notre-Dame-de-Bondeville. Die Einwohner werden Écallais und Écallaises genannt.

## Geographie
Écalles-Alix liegt westlich des Zentrums des Départements, etwa 27 Kilometer nordwestlich von Rouen im Pays de Caux. Umgeben wird Écalles-Alix von den Nachbargemeinden Ectot-lès-Baons im Norden, Flamanville im Osten und Nordosten, Croix-Mare im Süden und Südosten, Saint-Clair-sur-les-Monts im Westen und Südwesten, Yvetot im Westen, Sainte-Marie-des-Champs im Westen und Nordwesten sowie Baons-le-Comte im Nordwesten.
Am nördlichen und nordöstlichen Rand der Gemeinde führt die Autoroute A150 entlang.

## Bevölkerungsentwicklung
| 1962                       | 1968 | 1975 | 1982 | 1990 | 1999 | 2006 | 2013 | 2020 |
| -------------------------- | ---- | ---- | ---- | ---- | ---- | ---- | ---- | ---- |
| 345                        | 344  | 321  | 339  | 447  | 501  | 491  | 509  | 509  |
| Quellen: Cassini und INSEE |      |      |      |      |      |      |      |      |

## Sehenswürdigkeiten

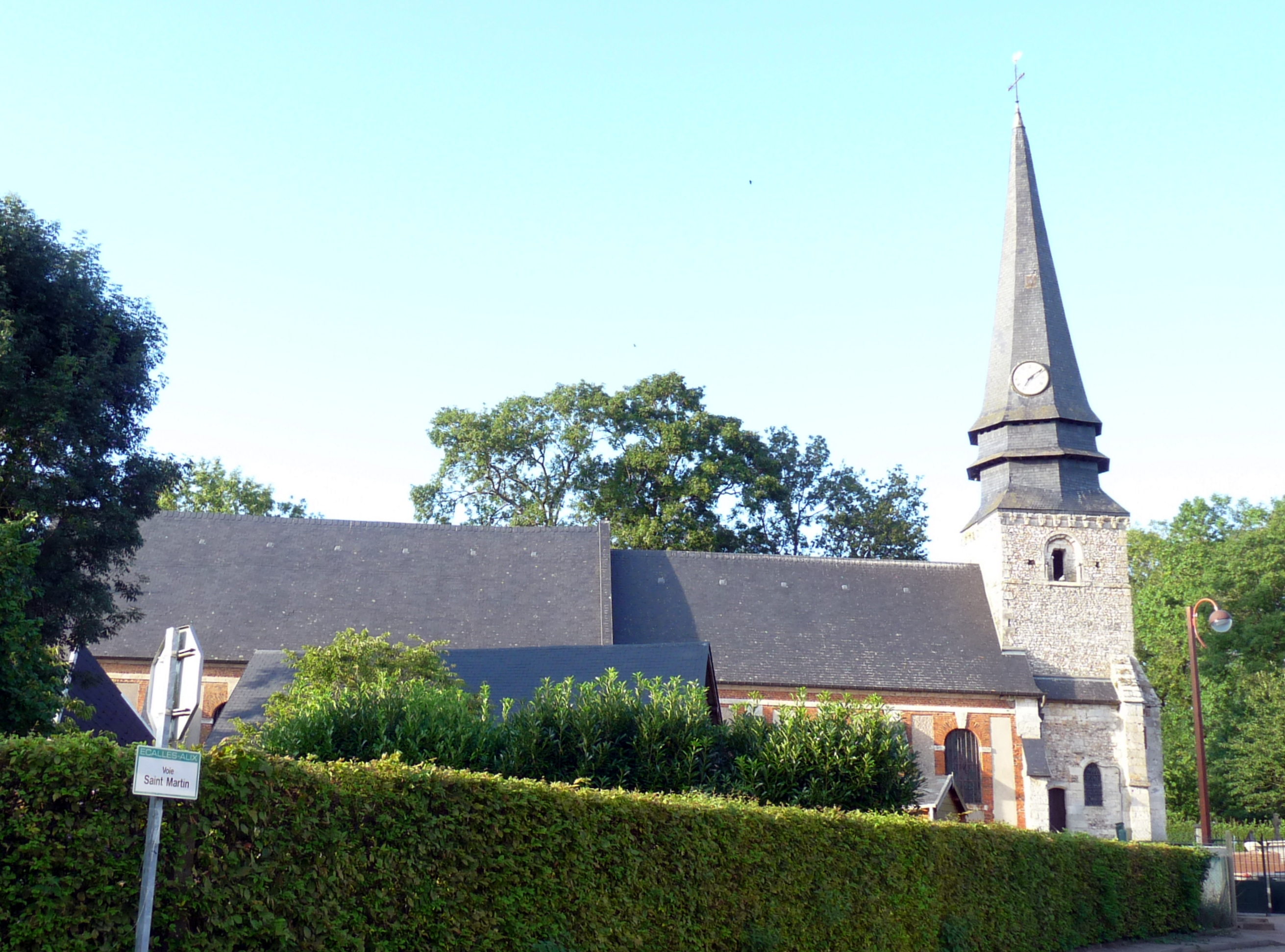
Pfarrkirche Saint-Martin

- Pfarrkirche Saint-Martin mit einem Glockenturm aus dem 12. Jahrhundert, seit 1926 als Monument historique eingeschrieben, restliches Gebäude aus dem 18. Jahrhundert
- Schloss in Beauvoir mit Pavillons aus dem 17. Jahrhundert, Haupttrakt im Laufe des 18. Jahrhunderts weitgehend in mehreren Stufen ausgebessert

## Persönlichkeiten
- Francis Bazire (1939–2022), französischer Radrennfahrer, geboren in Écalles-Alix